# بيرند هوبنر
بيرند هوبنر (بالألمانية: Bernd Hübner )‏ (و. 1947 – م) هو مجدف، ومنافس ألعاب قوى، من ألمانيا.

## جوائز
حصل على جوائز منها:
- وسام استحقاق جمهورية ألمانيا الاتحادية (2015).